# Albert Hauck
Albert Heinrich Friedrich Stephan Ernst Louis Hauck (* 9. Dezember 1845 in Wassertrüdingen; † 7. April 1918 in Leipzig) war ein deutscher lutherischer Theologe und Kirchenhistoriker.

## Leben

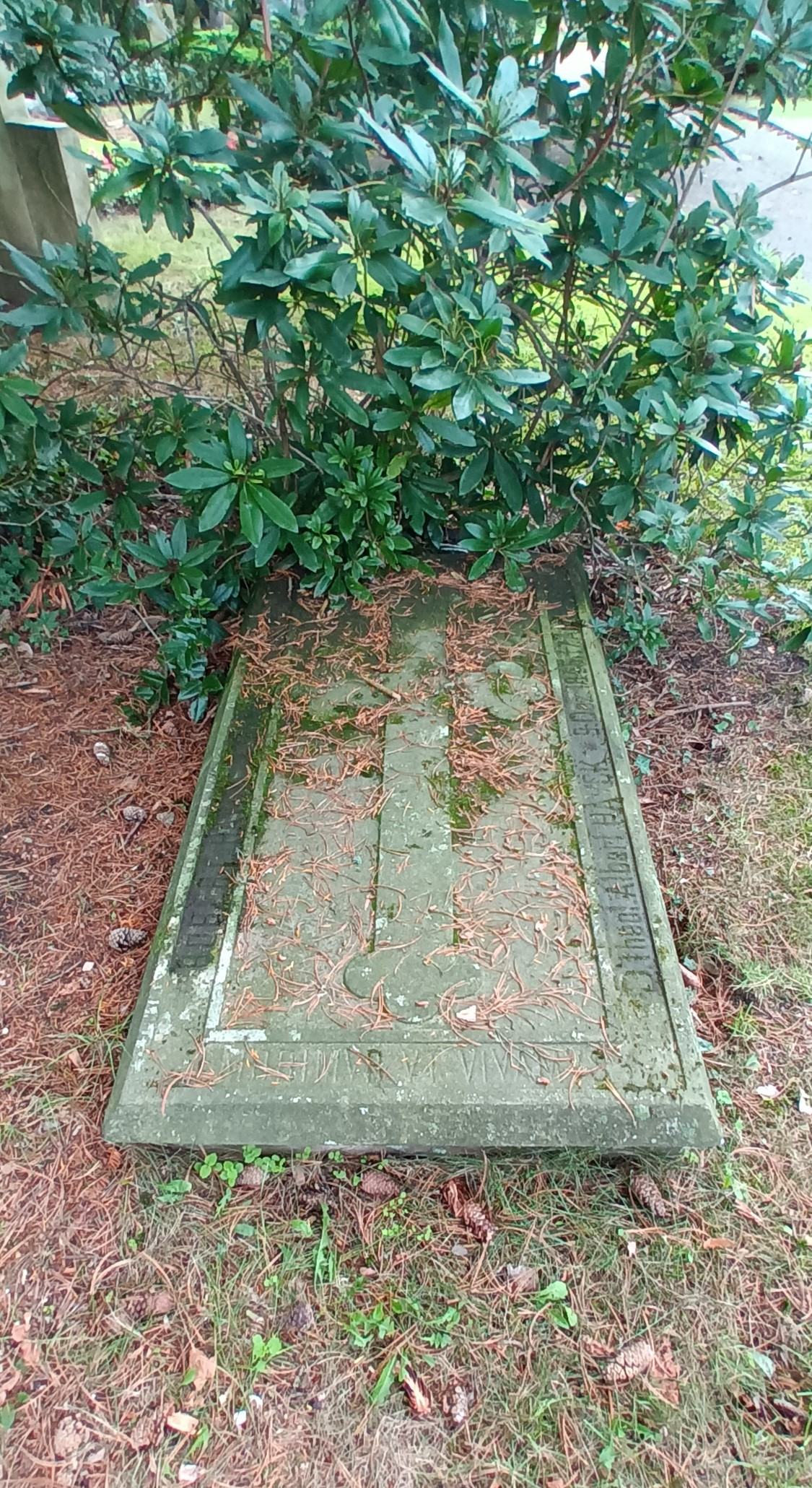
Grabstätte Albert Hauck und Angehörige, Südfriedhof Leipzig

Albert Hauck entstammte einer im 17. und 18. Jahrhundert nachgewiesenen Müllersfamilie Hauck aus Wassertrüdingen. Sein Vater war Albert Hauck (1810–1854), der als Rechtsanwalt und Notar tätig war. Seit 1864 studierte er in Erlangen Theologie und seit 1866 in Berlin. Während des Studiums wurde er stark von Johann von Hofmann, Ferdinand Piper und Leopold von Ranke geprägt. 1868 legte er in Ansbach das Erste Staatsexamen ab. 1870 wurde er Vikar in München, 1871 in Feldkirchen und erhielt 1875 die Pfarrstelle in Frankenheim, das heute Teil der Stadt Schillingsfürst ist.
Hauck lehrte seit 1878 als außerordentlicher Professor der Kirchengeschichte und Christlichen Archäologie an der Universität Erlangen. Seit 1882 war er dort ordentlicher Professor für Kirchengeschichte und christliche Archäologie. 1889 wurde er als Professor der Kirchengeschichte an die Universität Leipzig berufen. Von 1898 bis 1899 war er Rektor der Universität und 1897 wurde er deren Ehrendoktor.
Im Jahre 1899 erhielt er den Verdunpreis. Ein Jahr später wurde er als korrespondierendes Mitglied in die Preußische Akademie der Wissenschaften aufgenommen. Seit 1891 war er ordentliches Mitglied der Königlich Sächsischen Gesellschaft der Wissenschaften in Leipzig. 1894 wurde er zum korrespondierenden Mitglied der Göttinger Akademie der Wissenschaften gewählt.
Sein bedeutendstes Werk ist die Kirchengeschichte Deutschlands (1887–1920). Es gilt als Standardwerk der Kirchenhistorie. Außerdem war er alleiniger Herausgeber der dritten Auflage der Realenzyklopädie für protestantische Theologie und Kirche.
Zu seinen Kindern gehörte der Theologieprofessor Friedrich Hauck (1882–1954) und sein Enkel war der Historiker Karl Hauck (1916–2007).

## Schriften (Auswahl)
- Tertullian's Leben und Schriften. Deichert, Erlangen 1877. (Digitalisat)
- Die Entstehung des Christustypus in der abendländischen Kunst (= Sammlung von Vorträgen für das deutsche Volk. Bd. 3,2). Winter, Heidelberg 1880. (Digitalisat)
- Deutschland und England in ihren kirchlichen Beziehungen. Hinrichs, Leipzig 1917.
- Die Reformation in ihrer Wirkung auf das Leben. Sechs Volkshochschul-Vorträge. Teubner, Leipzig/Berlin 1918. (Digitalisat)
- Die Trennung von Kirche und Staat. Ein Vortrag. Hinrichs, Leipzig 1919. (Digitalisat)
- Jesus. Gesammelte Vorträge. 4. Auflage. Hinrichs, Leipzig 1922.
- Kirchengeschichte Deutschlands. Teile 1–5. 9., unveränderte Auflage. Akademie-Verlag, Berlin 1958.